# فرانتس یوناس
فرانتس یوناس (انگلیسی: Franz Jonas; زاده ۴ اکتبر ۱۸۹۹ – درگذشته ۲۴ آوریل ۱۹۷۴) یک سیاست‌مدار اهل اتریش بود. وی از سال ۱۹۶۵ تا زمان مرگ رئیس‌جمهور اتریش بود. فرانتس یوناس در ۲۴ آوریل ۱۹۷۴ در سن ۷۴ سالگی درگذشت.